# 雅威
雅威（英語：Yahweh）是一位古黎凡特神祇，是以色列王国和犹大王国的民族之神。关于雅威的起源目前並無共识，学者们普遍认为雅威的起源可能与西珥、以東、巴兰和提幔地區有关，至后来才傳入迦南地區。对雅威的崇拜至少可以追溯到铁器时代早期或青铜时代晚期，甚至更早。巴比伦之囚前，以色列人的宗教為多神教或單一主神教。巴比伦之囚后，雅威逐漸演变为犹太教和撒玛利亚教中一神教概念的神。
在最古老的聖經文献中，祂具有通常屬於天氣神和戰神的特質，例如使土地肥沃，并率领天军对抗以色列的敌人。早期以色列人可能倾向多神崇拜，包括埃尔、亚舍拉和巴力等各种迦南神祇。
在后来的几个世纪里，埃尔和雅威开始合并，例如全能者埃爾這樣與埃尔相關的稱號開始專用於雅威。亦有學者認為，埃尔和耶和華自始便被混同。此外，其他神祇，例如亞舍拉和巴力的特質，亦被選擇性地「吸納」進了對雅威的描述之中。

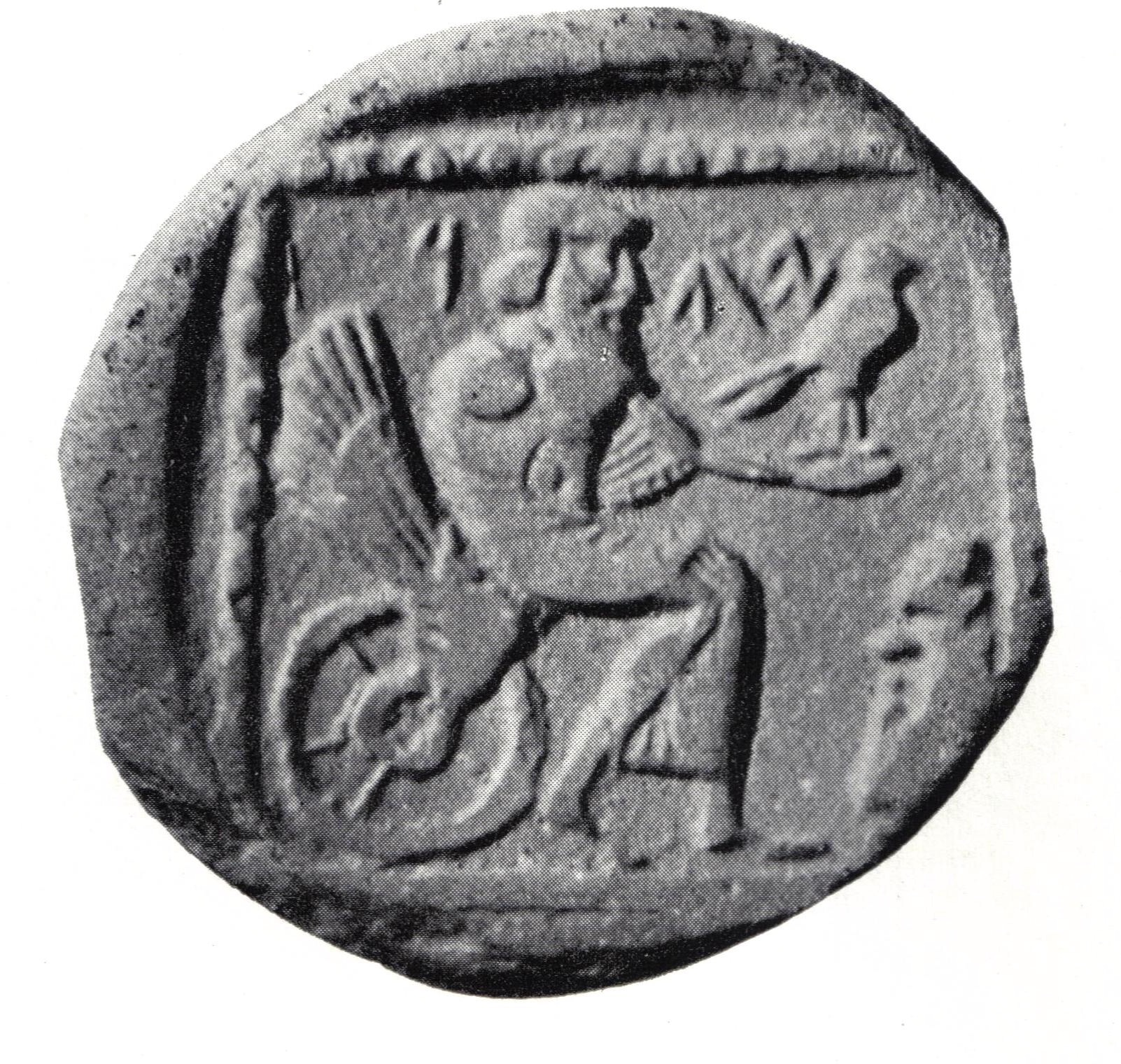
公元前4世紀的波斯帝國耶路撒冷地區硬幣，上頭的圖案可能代表雅威坐在有翅膀和輪子的寶座上。

## 名稱起源
古代猶太經典中，經常省略母音，以希伯來語：（YHWH）來作為上帝名稱，後世稱之為四字神名。在西元前3世紀至前2世紀的第二聖殿時期，在抄寫文獻時，猶太人會刻意避免寫到這個單字，通常會改成以Adonai（意為我的主、天主）來替代，致使這個字的原始發音沒有流傳下來，讓學者間產生了許多爭議。
13世紀開始，這個名詞的通行用法已经拉丁化為Jehovah。但部份學者認為，在西元前6世紀編集成妥拉時，這個單字加上母音，應該拼寫成雅威（英語：Yahweh），這個說法目前被学术界普遍接受，在宗教界未获得一致认同。